# CS Portul Constanța
CS Portul Constanța este un club de fotbal din Constanța care evoluează în Liga a IV-a Constanța.
Jucători notabili ai clubului sunt: Adrian Pitu, Marian Dinu.

## Istorie
Portul Constanța a fost înființat în 1930 sub denumirea de SPM Constanța (Serviciul Porturi Maritime - Service Ports Maritime) apoi, în primii ani postbelici (1945-1949), se numea PCA Constanța (Porturi Comunicații Ape - Ports Communications Water).
În sezonul 1946–47, PCA a câștigat Seria IV a Divizia C, promovând pentru prima dată în istoria sa în Divizia a doua.
În 1949, PCA a fuzionat cu un alt club local, Dezrobirea, pentru a forma Locomotiva PCA, care a promovat în Divizia I în 1954 și care din 1958 a fost redenumit Farul Constanța. Însă clubul inițial, eminamente o echipă portuară, a format o nouă secție de fotbal numită SPT Constanța (Sindicatul Porturi și Transporturi) între 1949-1953.

## Cronologia numelui
| Nume                                            | Perioada     | Note                                                                             |
| ----------------------------------------------- | ------------ | -------------------------------------------------------------------------------- |
| Serviciul Porturi Maritime (SPM Constanța)      | 1930–1945    |                                                                                  |
| Porturi Comunicații Ape (PCA Constanța)         | 1945–1949    | Fuzionat cu Dezrobirea Constanța pentru a forma FC Farul Constanța.              |
| Sindicatul Porturi și Transport (SPT Constanța) | 1949–1953    | În 1949 s-a format o nouă secție de fotbal, devenind a doua echipă a Constanței. |
| Șantierul Constanța                             | 1953–1956    |                                                                                  |
| Energia Metalul Constanța                       | 1956–1957    |                                                                                  |
| Marina Constanța                                | 1957–1959    |                                                                                  |
| Șantierul Naval Maritim (SNM Constanța)         | 1959–1961    |                                                                                  |
| Portul Constanța                                | 1961–prezent |                                                                                  |

## Parcursul competițional
| Sezon   | Nivel | Divizie                    | Loc             | Cupa României |
| ------- | ----- | -------------------------- | --------------- | ------------- |
| 2024-25 | 4     | Liga a IV-a Constanța (CT) | TBD             |               |
| 2023-24 | 4     | Liga a IV-a Constanța (CT) | 10              |               |
| 2022-23 | 4     | Liga a IV-a Constanța (CT) | 5               |               |
| 2021-22 | 4     | Liga a IV-a Constanța (CT) | 12              |               |
| 2020-21 | 4     | Liga a IV-a Constanța (CT) | nu s-a disputat |               |
| 2019-20 | 4     | Liga a IV-a Constanța (CT) | 8               |               |
| 2018-19 | 4     | Liga a IV-a Constanța (CT) | 15              |               |
| 2017-18 | 4     | Liga a IV-a Constanța (CT) | 12              |               |
| 2016-17 | 4     | Liga a IV-a Constanța (CT) | 14              |               |

| Sezon   | Nivel | Divizie                    | Loc | Cupa României |
| ------- | ----- | -------------------------- | --- | ------------- |
| 2015-16 | 4     | Liga a IV-a Constanța (CT) | 11  |               |
| 2014-15 | 4     | Liga a IV-a Constanța (CT) | 5   |               |
| 2013-14 | 4     | Liga a IV-a Constanța (CT) | 3   |               |
| 2012–13 | 4     | Liga a IV-a Constanța (CT) | 4   |               |
| 2011–12 | 4     | Liga a IV-a Constanța (CT) | 8   |               |
| 2010–11 | 4     | Liga a IV-a Constanța (CT) | 6   |               |
| 2009–10 | 4     | Liga a IV-a Constanța (CT) |     |               |
| 2008–09 | 3     | Liga a III-a (Seria II)    | 10  |               |
| 2007–08 | 3     | Liga a III-a (Seria II)    | 11  |               |
| 2006–07 | 3     | Liga a III-a (Seria II)    | 4   |               |

## Palmares
Liga a III-a
 Campioni (4): 1946–47, 1966–67, 1990–91, 2004–05
 Vicecampioni (6): 1964–65, 1975–76, 1980–81, 1981–82, 1999–00, 2000–01
 Liga a IV-a - Constanța
 Campioni (1): 1998-99

## Staff

### Foști conducători
- Chiriță Bogdan Ionuț

### Foști Jucători
| - Adrian Pitu - Adrian Purice - Cătălin Mirea - Constantin Koszka - Cristian Anghel - Daniel Porcus - Dennis Șerban | - Dorel Zaharia - Dumitru Caraman - Ervin Geomadin - Florin Adam - Ilhan Mustafa - Ioan Crucianu - Ion Toe | - Ionel Boghițoi - Ionuț Larie - Iosif Bukossy - Gafar Ghiunaidum - Marian Dinu - Marius Zadea - Marius Axinciuc | - Nicu Carapcea - Radu Ferenți - Răzvan Farmache - Răzvan Țârlea - Senis Feyzula - Ștefan Petcu - Valentin Drăgoi |

### Foști Antrenori
- Gabriel Simu (2007-2008)
- Vasile Luban
- Daniel Rădulescu
- Iosif Bukossy (1968-1971)

1. ↑  „Asociatia Judeteana de Fotbal Constanta | frf-ajf.ro”. Portalul Asociațiilor Județene de Fotbal.
2. ↑  romaniansoccer.ro (ed.). „Evolutia denumirilor echipelor de-a lungul anilor” [Evolutia numelor de echipa de-a lungul anilor]. Arhivat din originalul de la 12 mai 2019. Accesat în 21 martie 2023.
3. ↑  de-fotbal-din-constanta-sacrificata-de-un-om-pe-care-nu-l-pasioneaza-sportul/ „Cea mai veche echipa de fotbal din Constanța, sacrificată de un om pe care „nu-l pasionează sportul"” Verificați valoarea |archive-url= (ajutor) [Cea mai veche echipă de fotbal din Constanța, sacrificată de un bărbat căruia „nu-i place sportul“]. dezvaluiri.ro. Arhivat din [https:// www.dezvaluiri.ro/cea-mai-veche-echipa-de-fotbal-din-constanta-sacrificata-de-un-om-pe-care-nu-l-pasioneaza-sportul/ original] Verificați valoarea |url= (ajutor) la 21 martie 2023. Accesat în 21 martie 2023.
4. ↑  RomanianSoccer.ro, (r). „Evolutia denumirilor echipelor de-a lungul anilor”. www.romaniansoccer.ro.